# Chủ nghĩa vị tha

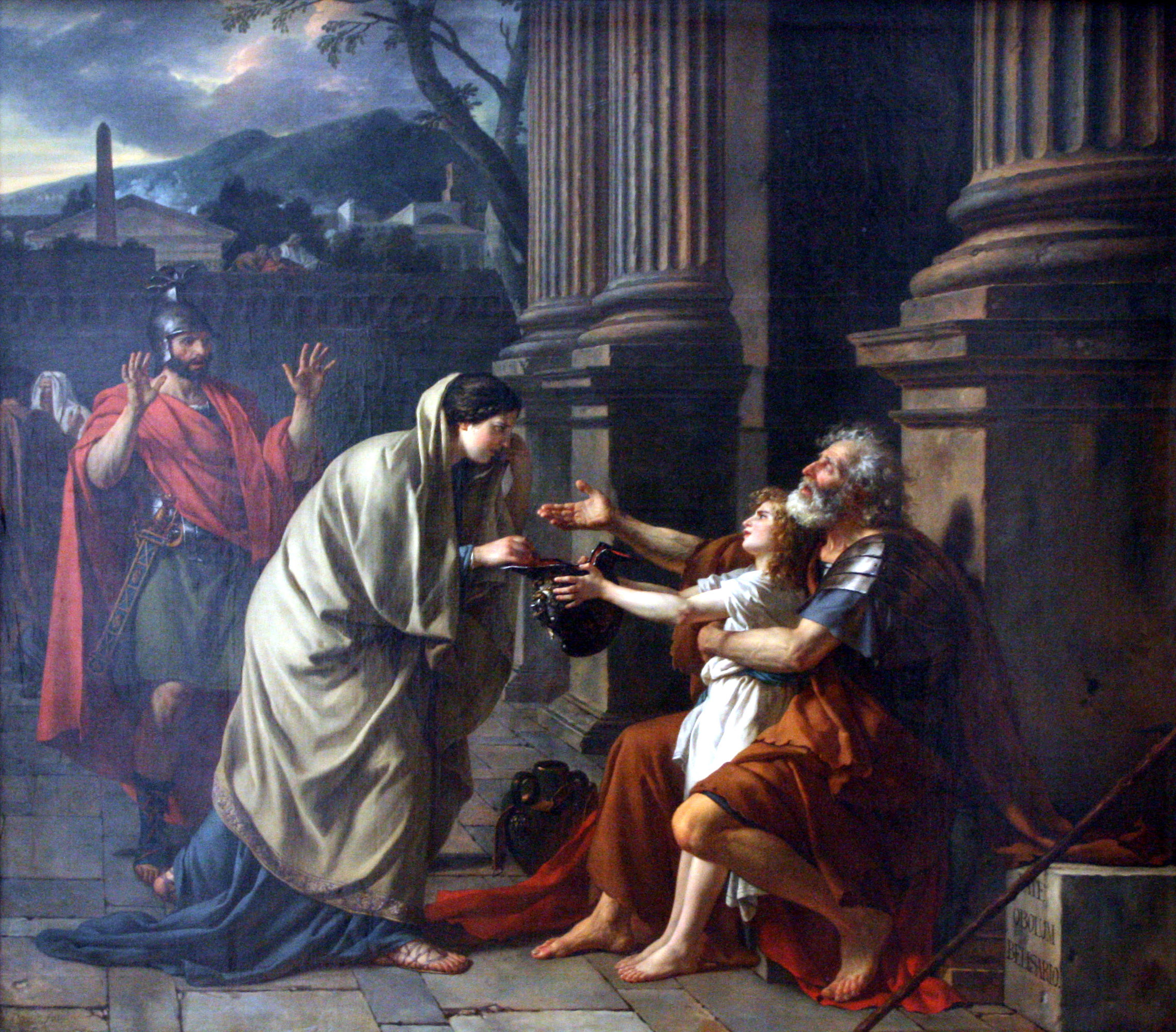
Trao của bố thí cho người nghèo được coi là hành động vị tha ở nhiều nền văn hóa và tôn giáo.

Vị tha hay Chủ nghĩa Vị tha là nguyên lý hay hành động quan tâm tới lợi ích của người khác. Đây là một đức hạnh truyền thống ở nhiều nền văn hóa và là một khía cạnh nền tảng của rất nhiều truyền thống tôn giáo, mặc dù khái niệm "người khác" ở đây có thể khác nhau giữa các nền văn hóa và tôn giáo. Chủ nghĩa vị tha là sự đối nghịch của tính ích kỉ. 
Vị tha có thể được phân biệt với nghĩa vụ và lòng trung thành. Vị tha là động cơ cung cấp một thứ gì đó có giá trị cho một ai mà không phải là bản thân mình, trong khi đó nghĩa vụ tập trung vào bổn phận tinh thần đối với một cá nhân cụ thể nào đó (ví dụ một vị chúa, một vị vua) hay với một tập thể (ví dụ chính phủ). Chủ nghĩa vị tha thuần túy là sự hy sinh một điều gì cho ai đó mà không phải là bản thân mình (ví dụ hy sinh thời gian, tiền bạc, của cải) mà không kỳ vọng sẽ được nhận bồi thường hay lợi ích, dù là trực tiếp, hay gián tiếp (ví dụ được ghi nhận cho hành vi ban ơn).

## Khái niệm
Khái niệm này có một lịch sử lâu dài trong tư tưởng triết học và đạo đức. Thuật ngữ này được sáng tạo vào thế kỷ 19 bởi nhà xã hội học và nhà triết học khoa học Auguste Comte, và đã trở thành một chủ đề chính cho các nhà tâm lý học (đặc biệt là các nhà nghiên cứu tâm lý học tiến hóa), các nhà sinh học tiến hóa và các nhà đạo đức học. Trong khi ý tưởng về lòng vị tha từ một lĩnh vực có thể ảnh hưởng đến các lĩnh vực khác, các phương pháp khác nhau và tập trung của các lĩnh vực này luôn dẫn đến các quan điểm khác nhau về lòng vị tha. Nói một cách đơn giản, lòng vị tha là quan tâm đến phúc lợi của người khác và hành động để giúp đỡ họ.

## Nhân chủng học
Cuốn sách Món quà của Marcel Mauss chứa đoạn văn: "Ghi chú về sự bố thí." Lời chú thích này mô tả sự tiến hóa của ý niệm bố thí (và bằng cách mở rộng lòng vị tha) khỏi ý tưởng về sự hy sinh. Trong đó, ông viết: "Bố thí, một mặt, là những thành quả của một ý niệm đạo đức về món quà và tài sản, mặt khác là một ý niệm về sự hy sinh. Sự rộng lượng là một nghĩa vụ, bởi vì Nemesis đã trả thù cho người nghèo và các vị thần vì sự dư dật của hạnh phúc và sự giàu có của những người nhất định nên tự giải phóng nó. Đây là đạo đức cổ xưa của món quà, đã trở thành một nguyên tắc của công lý. Các vị thần và thần linh chấp nhận rằng phần lớn của cải và hạnh phúc đã được dâng cúng cho họ, đã bị hủy hoại trong những hy lễ vô ích, nên phục vụ người nghèo và trẻ em".
• So sánh chủ nghĩa vị tha (đạo đức) - Nhận thức về lòng vị tha như sự hy sinh.
• So sánh lời giải thích của sự khất thực trong các thánh thư khác nhau.

## Tranh cãi
Hiện vẫn có nhiều tranh cãi liên quan tới việc liệu chủ nghĩa vị tha thực sự có tồn tại hay không. Thuyết vị kỷ tâm lý cho rằng không có hành động chia sẻ, giúp đỡ hay hy sinh nào có thể được coi là vị tha hoàn toàn, bởi người thực hiện sẽ nhận được phần thưởng về bản chất chính là sự hài lòng cá nhân. Tuy nhiên, tính hợp lý của lý luận này còn phụ thuộc vào việc liệu có thể coi những phần thưởng về bản chất như sự hài lòng là một "lợi ích" hay không.